# Vera Pomykalo
Vera Pomykalo (Zagreb, 9. kolovoza 1916. − Zagreb, 29. lipnja 1998.), hrvatska baletna plesačica i pedagogica. Pseudonima Vera Vaić.

## Životopis
Balet učila kod Margarite Froman. Bila je članica Baleta HNK u Zagrebu, prvi u baletnom zboru a od 1942. pa do 1953. solistica. Istaknula se izvedbama u baletima Licitarsko srce K. Baranovića, Poziv na ples (C. M. von Weber), Slike s izložbe (M. P. Musorgski), Trnoružica (P. I. Čajkovski), Karneval (R. Schumanna) i Bahčisarajska fontana (B. V. Asafjev) koje su postavili baletni koreografi Oskar Harmoš, Ana Roje i 
Predavala na baletnoj školi u Zagrebu.
Bila je supruga Ferda Pomykala.